# Dejan Mijatović
Dejan Mijatović (in serbo Дејан Мијатовић?; Čačak, 14 settembre 1968) è un allenatore di pallacanestro serbo.